# Давидов, Иван
Иван Давидов (болг. Иван Александров Давидов; 5 октября 1943, София — 19 февраля 2015, София) — болгарский футболист, игравший на позициях защитника и полузащитника.
Организованно, в детско-юношеских школах, футболом не занимался, играл за заводские команды (после 7 классов оставил общеобразовательную школу и работал на хлопкопрядильной фабрике, с 16 лет — в типографии, куда его взял отец), затем попал в «Спартак». В 1962 году перешёл в «Славию».
В высшей болгарской лиге за 10 сезонов в «Славии» провёл 201 матч, забил 12 мячей. Был капитаном команды. Становился серебряным (1967) и бронзовым (1964, 1965, 1966, 1970) призёром чемпионата. Трёхкратный обладатель Кубка Болгарии (1963, 1964, 1966). В еврокубках сыграл 22 матча, забил 1 мяч, полуфиналист Кубка кубков 1966/67.
В составе сборной Болгарии — участник двух чемпионатов мира: в 1966 году в Англии (сыграл против Венгрии, 1:3) и 1970 году в Мексике (сыграл против Перу, 2:3). Всего за сборную сыграл 11 матчей, забил 1 мяч.